# Beratzhausen
Beratzhausen est une commune de Bavière (Allemagne), située dans l'arrondissement de Ratisbonne, dans le district du Haut-Palatinat qui se trouve à 60 km au sud-est de Nuremberg. Elle comprend plus d'une cinquantaine de villages.

## Architecture
- Église Saint-Pierre-et-Saint-Paul de Beratzhausen (XVIIIe siècle) de style rococo qui abrite des fresques baroques
- Église de pèlerinage Notre-Dame du Bon-Secours de style rococo (1710 restaurée en 1845)
- Chapelle Saint-Michel (XIVe siècle), ou chapelle du cimetière (Friedhofkapelle) de style gothique
- Hôtel de ville de Beratzhausen (1573) restauré en 1791 avec des clochetons
- Zehenstadel (1599) abrite aujourd'hui le musée de la ville
- Chapelle Saint-Sébastien (1496)

## Personnalités
- Georg Weig (1883-1941), missionnaire en Chine

## Villes jumelées
- Ceyrat, France;
- Deutschneudorf, Erzgebirge, Allemagne, depuis 1992.